# Aksakov
Aksakov (ryska: Аксаков) och Aksakova (ryska: Аксакова; feminim form) är ett vanligt efternamn i Ryssland som kan hänsyfta på: 
- Alexander Aksakov, född 1832, död 1903, var en rysk författare, översättare och journalist.
- Ivan Aksakov, född 1823, död 1886, var en rysk journalist och slavofil.
- Konstantin Aksakov, född 1817, död 1860, var en rysk författare och slavofil.
- Sergej Aksakov, född 1791, död 1859, var en rysk författare och far till Konstantin och Ivan Aksakov.